# Mbo' (langue des Grassfields)
Pour les articles homonymes, voir Mbo.
Ne doit pas être confondu avec Mbo (langue du Cameroun) ou Mbo (langue du Congo-Kinshasa).
Le mbo' (ou mbaw, mbe') est une langue bantoïde des Grassfields, du groupe Nkambe, parlée dans le nord-ouest du Cameroun, dans le département du Donga-Mantung, au nord de la ville de Magba, également dans la Région de l'Ouest dans le département du Noun.
C'est une langue en danger (statut 6b). Le nombre de locuteurs était d'environ 1 490 en 2000. En dehors de leur cercle familial, ils utilisent de plus en plus souvent le tikar.